# Semaeopus roseigera
Semaeopus roseigera är en fjärilsart som beskrevs av Walker 1862. Semaeopus roseigera ingår i släktet Semaeopus och familjen mätare. Inga underarter finns listade i Catalogue of Life.